# Andrea Bræin Hovig
Andrea Bræin Hovig (Oslo, 19 de julho de 1973) é uma atriz norueguesa. Ela fez sua estreia no cinema em 2000, com o filme The 7 Deadly Sins, dirigido por Lars Gudmestad. Alcançou reconhecimento com o drama Som du ser meg, de Dag Johan Haugerud. Em 2020, ganhou o Prêmio Amanda de Melhor Protagonista Feminina por sua atuação no longa-metragem Håp.